# بارون موردو
بارون کارل آمادئوس موردو (به انگلیسی: Baron Karl Amadeus Mordo) یک شخصیت خیالی شرور بزرگ در کتاب‌های کامیک منتشر شده توسط مارول کامیکس است که عموماً به عنوان دشمن شخصیت ابرقهرمان دکتر استرنج محسوب می‌شود. شخصیت بارون موردو توسط استن لی و استیو دیتکو خلق شده‌است که برای اولین بار در شمارهٔ ۱۱۱ مجموعه استرنج تیلز (اوت ۱۹۶۳) حضور پیدا کرد. بارون موردو جادوگری با استعداد، به ویژه در زمینهٔ هنرهای تاریک جادو است، که از آن جمله می‌توان به احضار ارواح خبیث اشاره کرد.
موردو هنرهای سحر و جادو را زیر نظر جادوگر اعظم انشنت وان، و در تبت آموزش دید تا اینکه دکتر استیون استرنج نیز برای تعلیم به آنجا آمد. استرنج توطئه موردو برای قتل انشنت وان را خنثی نمود و در نتیجه بارون موردو از آنجا تبعید شد و در نهایت دکتر استرنج تبدیل به جادوگر اعظم گشت. او اغلب با شخصیت بدذات دورمامو به امید شکست دادن دکتر استرنج همکاری می‌کند.
چویتل اجیوفور نقش شخصیت کارل موردو را در فیلم دکتر استرنج (۲۰۱۶) ایفا کرده‌است.

## توانایی‌ها و قدرت‌ها
بارون موردو تقریباً همانند دکتر استرنج آموزش دیده بود، با این تفاوت که او مهارت‌های خود را بر روی منافع شخصی متمرکز کرده بود. او دارای قدرت‌های جادویی گسترده‌ای است که حاصل سال‌ها مطالعه جادوی سیاه و هنرهای عرفانی است. او قادر به بکارگیری نیروهای جادویی برای خلق اثرات مختلفی شامل: هیپنوتیزم، مغناطیس حیوانی، دورجنبی و اجرای وهم است. او قادر به جداسازی شکل کیهانی خود از بدنش است، که این کار سبب لمس ناپذیری و نامرئی شدن او از چشم بیشتر مخلوقات می‌شود. او با استفاده از جادو توانایی پرتاب نیروهای کشنده انرژی دارد و همچنین قادر به دورنوردی در ابعاد مختلف است. موردو قادر به احضار ارواح خبیث است، اما اغلب قدرت کافی برای کنترل آن‌ها را در اختیار ندارد.